# Csésze (botanika)

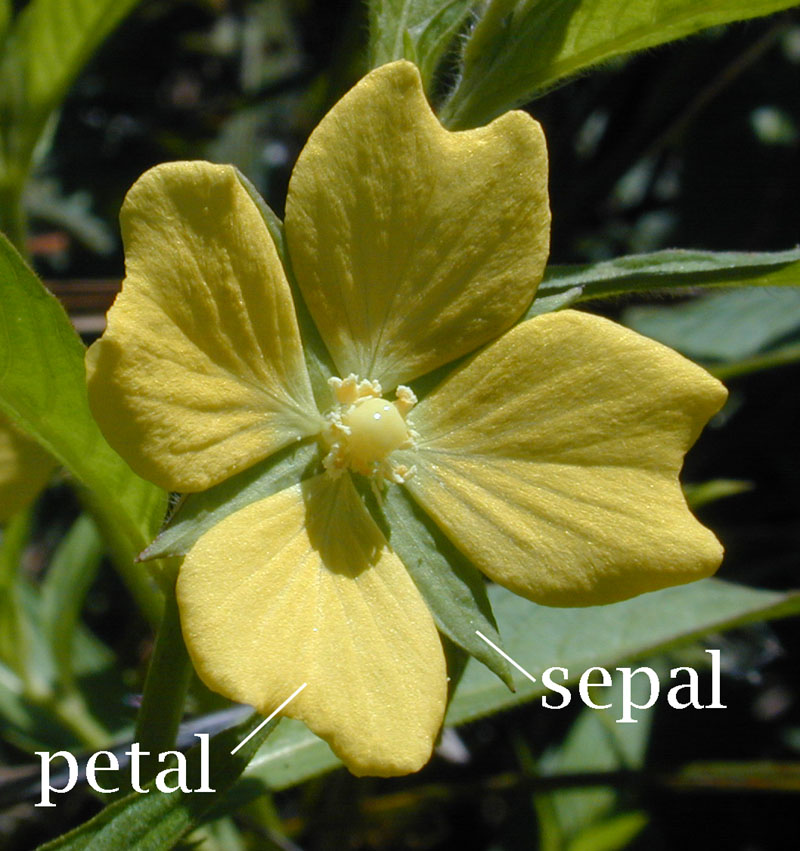
Csészelevél (sepalium) és sziromlevél (petalium) a kétnemű virágtakaróban.

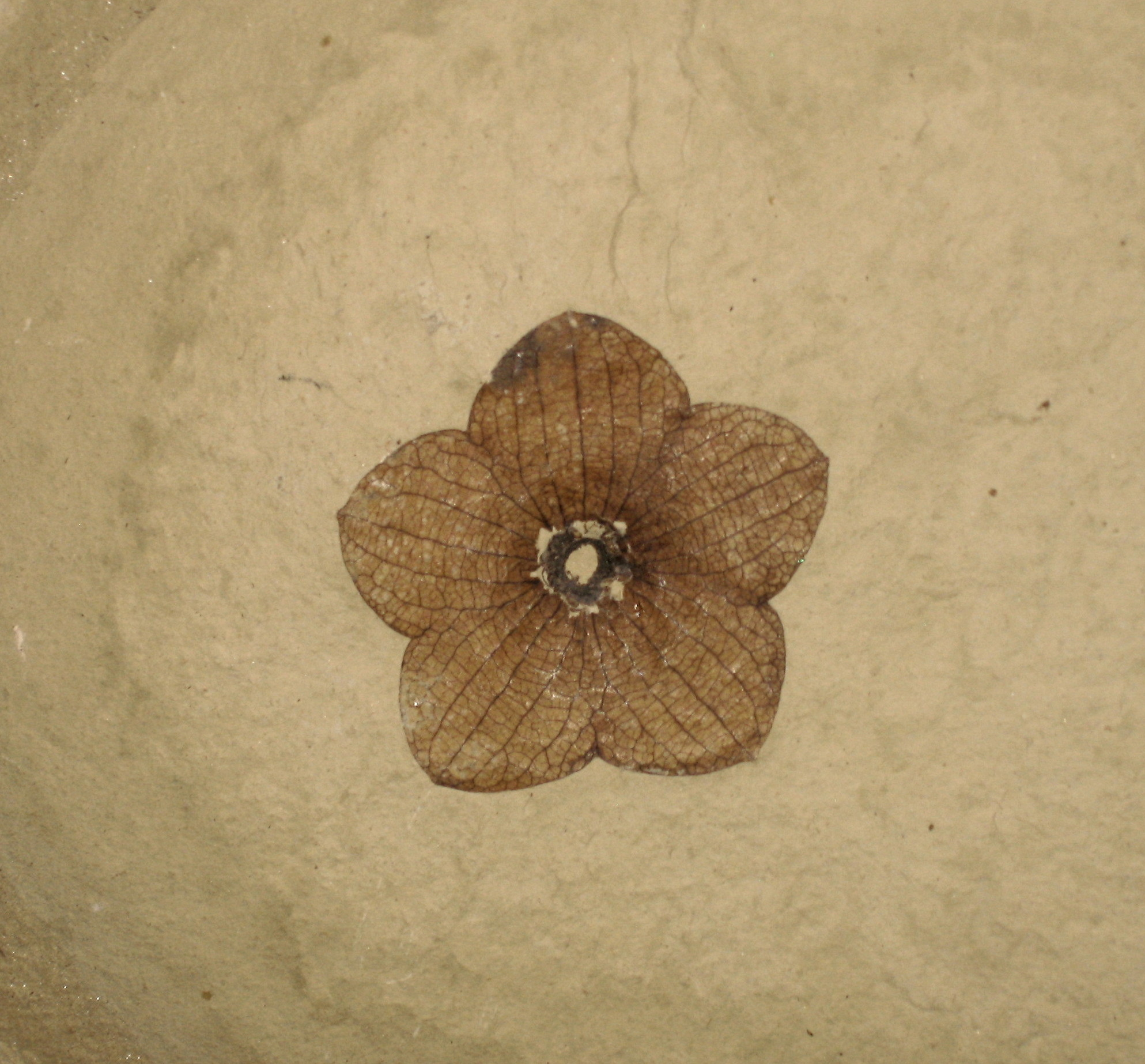
Florissantia quilchenensis összenőtt csészelevelekből álló (a párta hiányzik) virágtakarójának fosszíliája (eocén, nagyjából 49 millió éves).

A csésze (kalyx; virágképletbeli jele: K) a kétnemű virágtakarójú virágok külső takaróköre, a csészelevelek (sepala) összessége. A csésze a pártát övezi.
A csészelevelek a törzsfejlődés során fellevelekből alakultak ki. A két levéltípus – vagyis a fellevél és a csészelevél – közötti átmenetet a bazsarózsákon (Paeonia spp.) figyelhetjük meg.
A csészelevelek általában zöldek, tehát asszimiláló alapszövetet – és annak sejtjeiben klorofillt – tartalmaznak, így képesek a fotoszintézisre, sőt egyben a párologtatás helyei is. Vagyis a csészelevelek mintegy átmenetet képeznek a lomblevelek és a viráglevelek között azáltal, hogy ugyan a belsőbb virágtájakat védik, de vegetatív funkciókat is ellátnak. Nyalábrendszerük van, melyben kollateriális edények találhatók.
A csészelevelek alakja igen változatos. Állhatnak szabadon vagy össze is forrhatnak (forrt csésze), de ez utóbbi esetben viszont csészecimpák – más néven csészefogak – mutatják, hogy hány csészelevélből alakult ki a forrt csésze (pl. kankalin, árvacsalán). A csészelevelek elhelyezkedése is többféle lehet: elállók, felállók vagy visszahajlók. A csészelevelek viselhetnek különféle függeléket is, melyek fellevelekből módosultak, s mintegy „külső csésze” hatását keltik (pl. szamóca, pimpó). A csésze olykor különleges repítőszerkezetté módosul, mint amilyen a fészkesvirágzatúak (Asterales) repítő bóbitája (papus; pl. gyermekláncfű). Máskor sarkantyúvá módosul, s ilyenkor nektáriumként működik (pl. szarkaláb).
A csésze a megtermékenyítést követően általában lehull és elszárad, de ismeretesek esetek, hogy már a virágzás kezdetén lepottyan (pl. mák). Maradó csészéről beszélünk, ha az az elvirágzás után is megmarad, s részt vesz a termés kialakításában. Ilyenkor a termés áltermés (pl. az almafa termése). A közismert paprikavirág (Salvia splendens) látványos, piros színű képletei valójában csészelevelek, melyek még a termés kialakulása után is pirosan díszlenek, mintha a növény még mindig virágozna, pedig a nyár elején már elvirágzik.